# Stosunki polsko-uzbeckie
Stosunki polsko-uzbeckie zostały nawiązane 19 marca 1992 roku. Obejmują one współpracę polityczną i gospodarczą oraz naukową i kulturalną. 

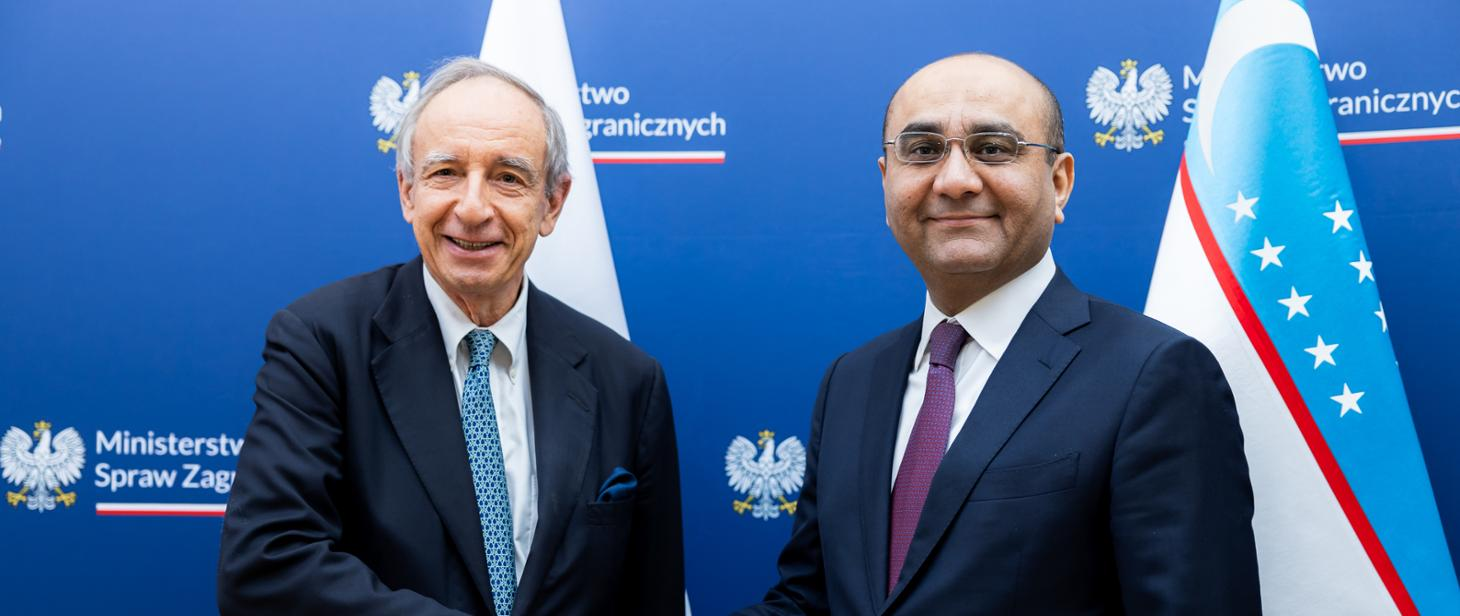
Wiceminister spraw zagranicznych Polski Władysław Teofil Bartoszewski podczas spotkania z wiceministrem spraw zagranicznych Uzbekistanu Muzaffarem Madrahimowem, 2024

Wzajemne relacje reguluje ponad 20 umów i porozumień dwustronnych dotyczących m.in. różnych aspektów współpracy gospodarczej, infrastruktury, współpracy naukowej oraz ochrony miejsc pamięci wojny i represji.
Jedną z platform kontaktów jest międzyrządowa komisja ds. współpracy gospodarczej. Według danych za okres styczeń-sierpień 2023 wartość wymiany handlowej między oboma krajami wyniosła 427,3 mln USD, przy czym polski eksport osiągnął wartość ponad 300 mln USD.
W Uzbekistanie żyje nieliczna społeczność polonijna oraz znajdują polskie cmentarze z czasów II wojny światowej, na których pochowano zesłańców i żołnierzy armii Andersa.
W maju 2023 roku została powołana Polsko-Uzbecka Komisja Historyczna, której zadaniem jest m.in. wspieranie badań nad wspólną historią oraz poszukiwanie i wymiana źródeł historycznych.